# Ken Dedes
Ken Dedes est la première reine de Singhasari, épouse de Ken Arok, premier souverain de Singhasari, Java, Indonésie. Elle est ensuite considérée comme l'origine de la lignée des rois qui gouvernent Java, la grande mère de la dynastie Rajasa, la famille royale qui a régné sur Java des Singhasari à l'ère Majapahit. La tradition lui attribue une grande beauté.

## Jeunesse
Le Pararaton (livre des rois), un récit historique mixte comprenant des contes et des histoires surnaturels, constitue la principale source permettant de connaître sa vie. C'est la fille d'un moine bouddhiste, Mpu Purwa. Selon la tradition, la beauté de Ken Dedes, connue de tout le pays, attira Tunggul Ametung, le souverain de Tumapel (aujourd'hui le district de Singhasari, Java oriental) qui la prit plus tard pour épouse.
Selon la tradition locale, Ken Dedes fut enlevée, alors que son père était en pleine méditation, et contrainte de devenir l'épouse de Tunggul Ametung. Son père maudit Tunggul Ametung, déclarant qu'il serait tué à cause de la beauté de Ken Dedes. Lorsque Ken Arok tua Tunggul Ametung et prit Ken Dedes pour épouse, la malédiction devint réalité.

## Consort de Ken Arok
Selon le Pararaton et la tradition locale, l'usurpation de Tunggul Ametung par Ken Arok eut pour causes la beauté et le charisme de Ken Dedes. D'après la légende, Ken Arok se tenait près du carrosse royal arrêté et aperçut la jeune reine. Lorsqu'elle perdit accidentellement ses vêtements, Ken Arok aperçut ses jambes et ses cuisses nues et vit que ses organes génitaux « brillaient ». Un brahmane, Lohgawe, révèle à Ken Arok que ce rayonnement était signe que Ken Dedes porte la qualité divine et serait porteuse de rois. Sa beauté était si parfaite que celui qui l'épouserait, quel que soit son statut, serait inévitablement destiné à devenir le roi des roi. C'est ce qui motiva Ken Arok à éliminer  Tunggul Ametung.
Ken Arok lance ensuite une campagne qui vainquit  Kertajaya, roi de Kediri et il fonda son propre royaume, Singhasari. Ken Dedes devint son épouse, la première reine de Singhasari. Selon les croyances locales, la statue de Prajnaparamita, la déesse de la sagesse transcendantale dans la tradition bouddhiste et trouvée à Cungkup Putri près du temple Singhasari, fut réalisée à son image et put servir de statut mortuaire divinisée.
Anusapati, fils de Ken Dedes de Tunggul Ametung, assassina Ken Arok et devint le deuxième souverain de Singhasari:185–188.